# José de la Cruz Limardo
José de la Cruz Limardo (1787–1851) fue un pintor venezolano.

## Biografía
Hijo del carpintero y ebanista Antonio José Limardo y Jacinta Villanueva. Su afición por la pintura fue evidente desde muy joven, pero su atención se diversificó hacia a otras disciplinas como la filosofía y luego la medicina. Fue aprendiz en el taller del maestro Antonio José Landaeta, acompañado de otros artistas jóvenes como Juan Lovera, Florencio Palacios, José Hilarión Ibarra o Domingo de Tovar en los últimos años del siglo XVIII.
Durante sus años de estudio de medicina, iniciados en 1806, en la Universidad de Caracas, Limardo estudiaba paralelamente en la academia privada de dibujo que regentaba el pintor italiano Onofre Padroni. Durante este tiempo realizó diversas obras pictóricas alentado por las autoridades universitarias como los cuadros de Títiro y Melibeo junto a los ganados basado en la Divina comedia, que pertenece actualmente a la colección Boulton.
Después del terremoto de 1812 en Caracas, Limardo decide mudarse a El Tocuyo, donde se siente motivado por la gesta independentista a participar en las batallas de Los Horcones (22 de julio de 1813) y de Taguanes (31 de julio de 1813). Perteneció entonces a las filas del ejército republicano del brigadier Simón Bolívar. No se vuelven a tener noticias de Limardo, hasta 1815 cuando se muda a Santo Domingo (República Dominicana) donde concluye sus estudios de medicina en la universidad, finalizando en enero de 1820. 
Regresa a Venezuela en 1822. Después de revalidar su título de médico en Caracas, se establece nuevamente en El Tocuyo, donde contrae matrimonio y vuele a realizar retratos. Desde este lugar establece correspondencia con el doctor José María Vargas. Vargas le enviaba revistas de medicina, cuadernos y ejercicios de dibujo, mientras que Limardo le enviaba muestras de varias plantas y dibujos de las mismas.